# Dale (Sel)
Dale este o localitate din comuna Sel, provincia Oppland, Norvegia, cu o suprafață de 0,58 km² și o populație de 715 locuitori (2013).